# جایزه ادبی هوشنگ گلشیری
جایزهٔ ادبی هوشنگ گلشیری، جایزه ادبی خصوصی‌ای بود که توسط بنیاد هوشنگ گلشیری که بنیادی مردم‌نهاد است، سالانه به آثار انتشاریافته در زمینهٔ ادبیات داستانی به زبان فارسی در ایران اعطا می‌شد. نخستین دورهٔ جایزهٔ ادبی هوشنگ گلشیری در سال ۱۳۸۰ و سیزدهمین و آخرین دورهٔ آن در سال ۱۳۹۳ برگزار شد. اعطای این جایزه از سال ۱۳۹۳ متوقف شده است. این جایزه یکی از معتبرترین جایزه‌های ادبی و مستقل ایران به‌شمار می‌رفت.

## تاریخچه
بنیاد هوشنگ گلشیری، پس از درگذشت هوشنگ گلشیری در خرداد ۱۳۷۹ خورشیدی، به همت فرزانه طاهری، همسر هوشنگ گلشیری و تنی چند از دوستان و دوستداران هوشنگ گلشیری شکل گرفت. این جایزه هر سال به آثار برتر در حوزه‌های مختلف ادبیات داستانی جایزه می‌داد.
هوشنگ گلشیری از جمله نویسندگانی است که چاپ کتاب‌هایش در بیشتر سال‌های حکومت جمهوری اسلامی ممنوع بوده است. تمام کتاب‌های هوشنگ گلشیری تا پیش از درگذشت او در سال ۱۳۷۹ ممنوع‌النشر بودند.
در تیرماه سال ۱۳۹۳ وبگاه رسمی بنیاد ادبی گلشیری اعلام کرد پس از سیزده دوره برگزاری جایزه ادبی تصمیم گرفته است برگزاری این جایزه را به دلیل کمبود منابع و نیروی انسانی متوقف کند.

## جوایز
بنیاد در پاییز هر سال جایزهُ هوشنگ گلشیری را در چهار بخش به آثار منتشرشده در سال قبل اهدا می‌کرد:
- بهترین رمان
- بهترین مجموعه‌داستان
- بهترین رمان اول
- بهترین مجموعه‌داستان اول

## میزان جایزه
جایزهٔ هوشنگ گلشیری شامل تندیس، لوح تقدیر و جایزهٔ نقدی بود که در مراسمی به برندگان اهدا می‌شد.
مبلغ نقدی بهترین رمان و بهترین مجموعه‌داستان هر یک ده میلیون ریال، و جایزهٔ نقدی بهترین رمان اول و بهترین مجموعه‌داستان اول هر یک پنج میلیون ریال بود.

## داوری
- داوران هر دوره با مشورت هیئت امنا از سوی هیئت مدیرهُ بنیاد انتخاب می‌شدند.
- آثار رسیده به بنیاد بر اساس معیارهای مورد توافق داوران بررسی می‌شد و به جنبه‌های گوناگون هر اثر امتیاز جداگانه تعلق می‌گرفت. اثری که بالاترین امتیاز را کسب می‌کرد، اثر برنده اعلام می‌شد. در بخش کتاب اول، برای کسب جایزه حد نصابی که توسط داوران تعیین می‌شد نیز باید به دست می‌آمد.
- داوران همچنین تک‌داستان‌هایی از مجموعه‌داستان‌ها را که به نظر آن‌ها ویژگی و درخشش خاصی داشت را معرفی می‌کردند.
- اولین آثار داستانی در رقابت جداگانه‌ای شرکت داشتند.
- داستان‌های برگزیدهُ هیئت داوران توسط بنیاد در هر سال در قالب مجموعه‌ای با نام نقش با رعایت حقوق مؤلفان آن‌ها منتشر می‌شد.

## شرایط شرکت
- در هر دوره فقط آثاری مورد بررسی قرار می‌گرفتند که در دو مقولهُ رمان یا مجموعه‌داستان (به قلم یک نویسنده) جای می‌گرفتند.
- مجموعه‌داستان‌هایی از چند نویسنده که در یک کتاب منتشر شده بودند و رمان‌های چندجلدی که یک یا چند جلد آن‌ها در سال مورد نظر، اما جلدهای دیگر پیشتر منتشر شده بود یا در سال‌های بعد منتشر می‌شد داوری نمی‌شدند.
- ملاک برای سال انتشار تاریخ چاپ اول بود که در صفحهُ شناسنامهُ کتاب سال ذکر شده باشد.
- اولین اثر منتشرشده به آثار نویسندگانی گفته می‌شد که اثر نویسندگانی باشند که پیش از این رمان یا مجموعه‌داستانی از آن‌ها منتشر نشده بود.

## برخورد دولت ایران
دسترسی به سایت اینترنتی بنیاد گلشیری، از تاریخ ۲۷ آبان ۱۳۸۹ (۱۸ نوامبر ۲۰۱۰ میلادی) در ایران، فیلتر شده است.

## برندگان جایزه

### دورهٔ اول ۱۳۸۰

#### آثار برگزیده
| سال  | بخش               | نام کتاب               | نویسنده           | ناشر                    |
| ---- | ----------------- | ---------------------- | ----------------- | ----------------------- |
| ۱۳۸۰ | رمان              | درخت انجیر معابد       | احمد محمود        | انتشارات معین           |
| ۱۳۸۰ | رمان اول          | انگار گفته بودی لیلی   | سپیده شاملو       | نشر مرکز                |
| ۱۳۸۰ | مجموعه داستان     | تمام زمستان مرا گرم کن | علی خدایی         | نشر مرکز                |
| ۱۳۸۰ | مجموعه داستان اول | در گریز گم می‌شویم      | محمدآصف سلطانزاده | نشر آگه (مجموعهُ شهرزاد) |

#### تک‌داستان‌های برگزیده
1. ظهر تابستان، قباد آذرآیین، از مجموعهُ شرارهٔ بلند، انتشارات دارینوش
2. دلقک به دلقک نمی‌خندد و باز هم غریبه آمد، حسن بنی‌عامری، از مجموعهُ دلقک به دلقک نمی‌خندد، انتشارات نیلوفر
3. انار بانو و پسرهایش، بزرگ‌بانوی روح منو درخت گلابی، گلی ترقی، از مجموعهُ جایی دیگر، انتشارات نیلوفر
4. شب در نخلستان، صمد طاهری، از مجموعهُ سنگ و سپر، انتشارات ماریه
5. ساعت هشت و ده دقیقه و کاش یاسمن در زمستان می‌مرد، سعید عباسپور، از مجموعهُ بوی تلخ قهوه، انتشارات نقش خورشید
6. کجایی ؟، محسن فرجی، از مجموعهُ یازده دعای بی‌استجابت، انتشارات ماریه
7. پشت حصیر، محمدرضا گودرزی، از مجموعه‌ای به همین نام، انتشارات رسانش
8. دوباره از همان خیابان‌ها، مرثیه‌ای برای چمنو یک سرخ‌پوست در آستارا، بیژن نجدی، از مجموعهُ دوباره از همان خیابان‌ها، نشر مرکز
9. ای کاش می‌شد که …، اروشا نصرت، از مجموعهُ از لامکان تا این مکان، نشر فرزان
10. دو تا نقطه، پیمان هوشمندزاده، از مجموعه‌ای به همین نام، انتشارات آرویج

- این داستان‌ها در مجموعهُ نقش ۷۹ منتشر شده است،

### دورهٔ دوم ۱۳۸۱

#### آثار برگزیده
| سال               | بخش                        | نام کتاب       | نویسنده             | ناشر |
| ----------------- | -------------------------- | -------------- | ------------------- | ---- |
| ۱۳۸۱              |                            |                |                     |      |
| رمان              | چراغ‌ها را من خاموش می‌کنم   | زویا پیرزاد    | نشر مرکز            |      |
| رمان اول          | هم‌نوایی شبانه ارکستر چوب‌ها | رضا قاسمی      | نشر آتیه            |      |
| مجموعه داستان     | نیمه سرگردان ما            | محمدرحیم اخوت  | انتشارات نقش خورشید |      |
| مجموعه داستان اول | مادمازل کتی                | میترا الیاتی   | نشر چشمه            |      |
| مجموعه داستان اول | بعد از آن شب               | مرجان شیرمحمدی | نشر مرکز            |      |

#### تک‌داستان‌های برگزیده
داستان‌های برگزیدهٔ دورهٔ دوم همراه با عکس و زندگی‌نامه‌ای به قلم خود نویسنده در کتاب نقش ۸۰ منتشر شده است. در مراسم ۱۸ آذر ۱۳۸۱ نام کلیه افراد و داستان‌های درج شده در این کتاب برده شده است. بنیاد گلشیری هر ساله این داستان‌های برگزیده را منتشر می‌کند. در این کتاب برخلاف نقش ۷۹، داستان‌های برگزیدهٔ داوران از مجموعه‌های برنده نیز آورده شده است. «در مواردی که چند داستان از یک مجموعه حداقل دو رای آورده بودند، داستانی در این مجموعه آمده است که بالاترین رای را داشته باشد.»
1. مجموعهٔ نیمهٔ سرگردان ما، نوشتهٔ محمد رحیم اخوت، داستان‌های در دلم بودو نیمهٔ سرگردان من
2. مجموعهٔ کوهان سیاه و شکوفهٔ بهار نارنج، نوشتهٔ حسن اصغری، داستان یک شاخه
3. مجموعهٔ مادمازل کتی، نوشتهٔ میترا الیاتی، داستان‌های می‌مانیم توی تاریکی، مادمازل کتیو شمعدانی‌ها
4. مجموعهٔ هولا هولا، نوشتهٔ ناتاشا امیری، داستان ما سکوت
5. مجموعهٔ لالایی لیلی، نوشتهٔ حسن بنی‌عامری، داستان‌های لالایی لیلیو عکس گرفتن با چشم گنجشک
6. مجموعهٔ بعد از ردیف درخت‌ها، نوشتهٔ زهره حکیمی، داستان داستان بی‌انتها
7. مجموعهٔ بعد از آن شب، نوشتهٔ مرجان شیرمحمدی، داستان‌های سئانس آخر، یک عدد قبل از خواب، بعد از آن شبو کامواهای رنگی
8. مجموعهٔ شکار شبانه، نوشتهٔ صمد طاهری، داستان‌های پنجشنبه‌های بارانی، عکسو شکار شبانه
9. مجموعهٔ پیاده‌روی در هوای آزاد، نوشتهٔ سعید عباسپور، داستان یک گور خالی
10. مجموعهٔ «زندگی من در سه‌شنبه‌ها اتفاق می‌افتد»، نوشتهٔ طاهره علوی، داستان‌های حالت اول، شبیه چارلی، مثل همیشه و کیسهٔ کوچک چرمی
11. مجموعهٔ مثل سایه، مثل آب، نوشتهٔ محمد کلباسی، داستان اسکلتهای بلور آجین
12. مجموعهٔ احتمال پرسه و شوخی، نوشتهٔ یعقوب یادعلی، داستان تیمسارها و دکه

### دورهٔ سوم ۱۳۸۲

#### آثار برگزیده
| سال               | بخش                 | نام کتاب     | نویسنده    | ناشر |
| ----------------- | ------------------- | ------------ | ---------- | ---- |
| ۱۳۸۲              |                     |              |            |      |
| رمان              | پرنده من            | فریبا وفی    | نشر مرکز   |      |
| رمان اول          | هیچ اثری اعلام نشد  |              |            |      |
| مجموعه داستان     | آفتاب مهتاب         | شیوا ارسطویی | نشر مرکز   |      |
| مجموعه داستان اول | پاره کوچک           | سهیلا بسکی   | نشر آگه    |      |
| مجموعه داستان اول | خنده در خانهٔ تنهایی | بهرام مرادی  | نشر اختران |      |

#### تک‌داستان‌های برگزیده
داستان‌های برگزیدهٔ دورهٔ سوم همراه با عکس و زندگی‌نامه‌ای به قلم خود نویسنده در کتاب نقش ۸۱ منتشر شده است. فقط دو داستان در این مجموعه حضور ندارند که در یادداشت کتاب در این باره آمده است: «دو داستان «زنی چای درست می‌کرد» و «رعنا»... به‌دلیل عدم دریافت اجازهٔ کتبی در نقش ۸۱ منتشر نشده است.»
1. داستان همین، و نه چیزی دیگر از مجموعهٔ برادران جمالزاده، نوشتهٔ احمد اخوت، انتشارات افق
2. داستان غذای چینی از مجموعهٔ آفتاب مهتاب، نوشتهٔ شیوا ارسطویی، نشر گیو
3. داستان عود از مجموعهٔ مراثی بی‌پایان، نوشتهٔ محمد ایوبی، انتشارات نسیم دانش
4. داستان پارهٔ پنجم از پاره‌های کوچک‌تر از مجموعهٔ پارهٔ کوچک، نوشتهٔ سهیلا بسکی، انتشارات آگه
5. داستان‌های آن سوی دیوار و گل‌های شیراز از مجموعهٔ دو دنیا، نوشتهٔ گلی ترقی، انتشارات نیلوفر
6. داستان زنی چای درست می‌کرد از مجموعهٔ ساعت پنج برای مردن دیر است، نوشتهٔ امیرحسن چهلتن، #انتشارات نگاه
7. داستان آبجی خانم از مجموعهٔ سرسلامتی، نوشتهٔ حمید حمزه، انتشارات نیلا
8. داستان رودهٔ سگ از مجموعهٔ صندلی کنار میز، نوشتهٔ میترا داور، نشر پازینه
9. داستان رعنا از مجموعهٔ نازلی، نوشتهٔ منیرو روانی‌پور، نشر قصه
10. داستان قبل از تحویل سال از مجموعهٔ گاه گرازها، نوشتهٔ رضا زنگی‌آبادی، نشر همراه
11. داستان عبور از مجموعهٔ خوابهای سربی، نوشتهٔ بهار صادقی، نشر گیو
12. داستان در امتداد پل از مجموعهٔ فعلاً اسم ندارد، نوشتهٔ احمد غلامی، نشر افق
13. داستان باغ مشیر از مجموعهٔ آن طرف خیابان، نوشتهٔ جعفر مدرس‌صادقی، نشر مرکز
14. داستان L از مجموعهٔ خنده در تنهایی، نوشتهٔ بهرام مرادی، نشر اختران

### دورهٔ چهارم ۱۳۸۳

#### آثار برگزیده
| سال               | بخش                     | نام کتاب         | نویسنده                   | ناشر |
| ----------------- | ----------------------- | ---------------- | ------------------------- | ---- |
| ۱۳۸۳              |                         |                  |                           |      |
| رمان              | رود راوی                | ابوتراب خسروی    | انتشارات نیماژ، ثالث، قصه |      |
| رمان اول          | چه کسی باور می‌کند، رُستم | روح‌انگیز شریفیان | نشر مروارید               |      |
| مجموعه داستان     | باغ ملی                 | کورش اسدی        | نشر نیماژ                 |      |
| مجموعه داستان اول | تک خشت                  | منیرالدین بیروتی | نشر ققنوس                 |      |
| مجموعه داستان اول | نهست                    | ابراهیم دمشناس   | نشر نیلوفر                |      |

#### تک‌داستان‌های برگزیده
داستان‌های برگزیدهٔ دورهٔ چهارم همراه با عکس و زندگی‌نامه‌ای به قلم خود نویسنده در کتاب نقش ۸۲ منتشر شده است. این داستان‌ها قبلاً در مجموعه‌های مختلف منتشر شده‌اند در یادداشت کتاب در این باره آمده است: «در پایان اینکه باز همچون مقدمه‌های نقش‌های قبلی می‌گوییم که برای پرهیز از هر شائبهٔ کتابسازی، برای انتشار تک‌تک این داستان‌ها از ناشر و نویسنده اجازهٔ کتبی گرفته‌ایم.»
1. کورش اسدی، «سان‌شاین»، از مجموعهٔ باغ ملی، سالی
2. محمد بکایی، «نماز پسین»، از مجموعهٔ سر پیچی از پیچ‌های هزارچم، نیلوفر
3. منیرالدین بیروتی، «تک خشت»، از مجموعهٔ تک خشت، ققنوس
4. شهرنوش پارسی‌پور، «گرما در سال صفر»، از مجموعهٔ گرما در سال صفر، شیرین
5. ابراهیم دم‌شناس، «سر برگشتهٔ شاعر»، از مجموعهٔ نهست، نیم‌نگاه
6. محمدآصف سلطانزاده، «نوروز فقط در کابل باصفاست»، از مجموعهٔ نوروز فقط در کابل باصفاست، مرکز
7. داود غفارزادگان، «پدر گیاه‌شناس من»، از مجموعهٔ دختران دلریز، افق
8. یوریک کریم‌مسیحی، «طبقهٔ همکف»، از مجموعهٔ طبقهٔ همکف، قصه
9. مهرنوش مزارعی، «سنگام»، از مجموعهٔ غریبه‌ای در اتاق من، آهنگ دیگر
10. شهریار مندنی‌پور، «چکاوک آسمان‌خراش»، از مجموعهٔ آبی ماورای بحار

### دورهٔ پنجم ۱۳۸۴

#### آثار برگزیده
| سال               | بخش                   | نام کتاب       | نویسنده        | ناشر |
| ----------------- | --------------------- | -------------- | -------------- | ---- |
| ۱۳۸۴              |                       |                |                |      |
| رمان              | آبی‌تر از گناه         | محمد حسینی     | انتشارات ققنوس |      |
| رمان              | آداب بی‌قراری          | یعقوب یادعلی   | نشر نیلوفر     |      |
| رمان اول          | ماهی‌ها در شب می‌خوابند | سودابه اشرفی   | نشر مروارید    |      |
| رمان اول          | رنگ کلاغ              | فرهاد بردبار   | نشر مرکز       |      |
| مجموعه داستان     | انجیرهای سرخ مزار     | محمدحسین محمدی | نشر چشمه       |      |
| مجموعه داستان اول | عاشقیت در پاورقی      | مهسا محب علی   | نشر چشمه       |      |

#### تک‌داستان‌های برگزیده
- «چهل و هشت پله» از مجموعهٔ آسمان می‌شوم، پاکسیما مجوزی، انتشارات نقش و نگار
- «مردگان» از مجموعهٔ انجیرهای سرخ مزار، محمدحسین محمدی، نشر چشمه
- «طناب» از مجموعهٔ اهل هیچ‌جا، زهره حکیمی، انتشارات نیلوفر
- «از ره رسیدن»، از مجموعهٔ اینک دانمارک، محمدآصف سلطانزاده، انتشارات نیلوفر
- «با گارد باز»، از مجموعهٔ با گارد باز، حسین سناپور، نشر چشمه
- «چقدر این گنجشکها ور می‌زنند»، از مجموعهٔ برف و نرگس، ناهید طباطبایی، قطره
- «چرنگ سوخته»، از مجموعهٔ بگذریم، بهناز علیپور گسکری، نشر چشمه
- «ستارهٔ ثریا»، از مجموعهٔ بلند، کوتاه، اسفندیار آبان، انتشارات اسپندار
- «ماهی فلزی»، از مجموعهٔ پایان درخت سیب، نوشین سالاری، انتشارات مروارید
- «یاقوت مقابر»، از مجموعهٔ تنها که می‌مانم، شهلا پروین روح، نشر آگه
- «تو می‌گی من اونو کشتم»، از مجموعهٔ تو می‌گی من اونو کشتم، احمد غلامی، نشر افق
- «جوانی یا دسته‌گل دیروز پریروز»، از مجموعهٔ دسته‌گل دیروز پریروز، پوروین محسنی‌آزاد، نشر ماهریز
- «حاج لفط‌الله، دبلنا»، از مجموعهٔ دو پله گودتر، مهیار رشیدیان، نشر قصه
- «تلویزیون»، از مجموعهٔ سارای همه، فرشته احمدی، نشر قصه
- «اعتراف‌نوشت»، از مجموعهٔ سپیدرود زیر سی و سه پل، کیهان خانجانی، انتشارات فرهنگ ایلیا
- «عاشقیت در پاورقی»، از مجموعهٔ عاشقیت در پاورقی، مهسا محب‌علی، نشر چشمه
- «همسایه»، از مجموعهٔ کتاب هول، شیوا مقانلو، نشر چشمه
- «قاب شیشه‌ای»، از مجموعهٔ گره کور، فرهاد کشوری، انتشارات ققنوس
- «مکث آخر»، از مجموعهٔ مکث آخر، یونس تراکمه، نشر قصه
- «بازگشت»، از مجموعهٔ من قاتل پسرتان هستم، احمد دهقان، نشر افق
- «آقای مشکاتی»، از مجموعهٔ هتل مارکوپولو، خسرو دوامی، انتشارات نیلوفر
- «کافه»، از مجموعهٔ یک جای امن، مرجان شیرمحمدی، نشر مرکز
- «کلمه فسخ نمی‌شود، طوبا»، از مجموعهٔ یکی از همین روزها، ماریا، محمد حسینی، انتشارات ققنوس

### دورهٔ ششم ۱۳۸۵

#### آثار برگزیده
| سال               | بخش                      | نام کتاب          | نویسنده        | ناشر |
| ----------------- | ------------------------ | ----------------- | -------------- | ---- |
| ۱۳۸۵              |                          |                   |                |      |
| رمان              | چهار درد                 | منیرالدین بیروتی  | انتشارات ققنوس |      |
| رمان              | رؤیای تبت                | فریبا وفی         | نشر مرکز       |      |
| رمان اول          | هیچ اثری برنده اعلام نشد |                   |                |      |
| مجموعه داستان     | سمت تاریک کلمات          | حسین سناپور       | نشر چشمه       |      |
| مجموعه داستان اول | باغ‌های شنی               | حمیدرضا نجفی      | نشر نیلوفر     |      |
| مجموعه داستان اول | کف‌بین                    | مهدی رئیس‌المحدثین | نشر محقق       |      |

### دورهٔ هفتم ۱۳۸۶

#### آثار برگزیده
| سال               | بخش                             | نام کتاب              | نویسنده      | ناشر |
| ----------------- | ------------------------------- | --------------------- | ------------ | ---- |
| ۱۳۸۶              |                                 |                       |              |      |
| رمان              | سالمرگی                         | اصغر الهی             | نشر چشمه     |      |
| رمان اول          | عقرب روی پله‌های راه‌آهن اندیمشک  | حسین مرتضائیان آبکنار | نشر نی       |      |
| مجموعه داستان     | عسگر گریز                       | محمدآصف سلطانزاده     | انتشارات آگه |      |
| مجموعه داستان اول | زندگی مطابق خواسته تو پیش می‌رود | امیرحسین خورشیدفر     | نشر مرکز     |      |

### دورهٔ هشتم ۱۳۸۷
این دوره تنها در دو بخش داستان کوتاه و داستان کوتاه اول، نامزدهای خود را اعلام کرد که هنگام اعلام نتیجه نهایی، با انتشار بیانیه‌ای در اعتراض به سانسور، از اعلام مجموعه برتر سال خودداری کرد.
نامزدهای هشتمین دوره جایزه هوشنگ گلشیری به قرار زیر بودند:

#### نامزدهای بخش مجموعه داستان
1. ناتاشا امیری، عشق روی چاکرای دوم، ققنوس
2. فرشته ساری، مرکز خرید خاطره، خجسته
3. محمدحسن شهسواری، تقدیم به چند داستان کوتاه، افق
4. یوسف علیخانی، اژدهاکشان، نگاه
5. پیمان هوشمندزاده، ها کردن، چشمه

#### نامزدهای بخش مجموعه داستان اول
1. به‌روژ ئاکره‌ای، چیزی در همین حدود، چشمه
2. فارس باقری، پشت سرت را نگاه نکن، نیلوفر
3. حافظ خیاوی، مردی که گورش گم شد، چشمه
4. مهدی ربی، آن گوشهی دنج سمت چپ، چشمه
5. عباس عبدی، قلعهی پرتغالی، چشمه

### دورهٔ نهم ۱۳۸۸

#### آثار برگزیده
| سال               | بخش                            | نام کتاب        | نویسنده        | ناشر |
| ----------------- | ------------------------------ | --------------- | -------------- | ---- |
| ۱۳۸۸              |                                |                 |                |      |
| رمان              | هیچ اثری برنده اعلام نشد       |                 |                |      |
| رمان اول          | هیچ اثری برنده اعلام نشد       |                 |                |      |
| مجموعه داستان     | آنجا که پنچرگیری‌ها تمام می‌شوند | حامد حبیبی      | انتشارات ققنوس |      |
| مجموعه داستان     | برف و سمفونی ابری              | پیمان اسماعیلی  | نشر چشمه       |      |
| مجموعه داستان اول | آویشن قشنگ نیست                | حامد اسماعیلیون | نشر ثالث       |      |
| مجموعه داستان اول | مرگ‌بازی                        | پدرام رضایی‌زاده | نشر چشمه       |      |

### دورهٔ دهم ۱۳۸۹
از میان ۱۲ اثری که در قلم‌رو رمان‌ها و مجموعه‌داستان‌هایی که در سال‌های ۱۳۸۷و ۱۳۸۸در ایران منتشر شده و در مسابقه ادبی هوشنگ گلشیری شرکت‌داده شده بودند، داوران جایزه ادبی هوشنگ گلشیری از میان این آثار «نگران نباش» نوشته مهسا محب‌علی را در بخش رمان و «احتمالاً گم شده‌ام» نوشته سارا سالار را در بخش رمان اول به‌عنوان برگزیدگان دهمین دوره جایزه ادبی بنیاد گلشیری معرفی کردند.
در این مراسم از علی‌اشرف درویشیان، داستان‌نویسان پیش‌کسوت ایرانی و از اعضای کانون نویسندگان ایران برای «تعهد بی‌چون و چرا به آزادی‌بیان و در امان نگاه داشتنِ حریم قلم از دستبردِ قدرت» و «تصویر صادقانه‌ای که از گذر دردناک جامعه‌ای روستایی به جامعه‌ای شهری به دست داده»، تقدیر به‌عمل آمد.

#### آثار برگزیده
| سال               | بخش                      | نام کتاب     | نویسنده  | ناشر |
| ----------------- | ------------------------ | ------------ | -------- | ---- |
| ۱۳۸۹              |                          |              |          |      |
| رمان              | نگران نباش               | مهسا محب علی | نشر چشمه |      |
| رمان اول          | احتمالاً گم شده‌ام         | سارا سالار   | نشر چشمه |      |
| مجموعه داستان     | هیچ اثری برنده اعلام نشد |              |          |      |
| مجموعه داستان اول | هیچ اثری برنده اعلام نشد |              |          |      |

#### نامزدهای بخش رمان
1. جنگل پنیر، نوشته فرشته احمدی
2. شب ممکن، نوشته محمدحسن شهسواری
3. دیگر اسمت را عوض نکن، نوشته مجید قیصری
4. مونالیزای منتشر، نوشته شاهرخ گیوا
5. نگران نباش، نوشته مهسا محب‌علی
6. شاخ، نوشته پیمان هوشمندزاده

#### نامزدهای بخش رمان اول
1. چرخ‌دنده‌ها، نوشته امیر احمدی آریان
2. دو قدم این‌ور خط، نوشته احمد پوری
3. پرسه زیر درختان تاغ، نوشته علی چنگیزی
4. یوسف‌آباد، خیابان سی وسوم، نوشته سینا دادخواه
5. احتمالاً گم شده‌ام، نوشته سارا سالار
6. آنجا که برف‌ها آب نمی‌شوند، نوشته کامران محمدی

### دورهٔ یازدهم ۱۳۹۱
در این دوره از میان ۱۶۸ مجموعه داستان و ۵۲ رمان که در سال‌های ۱۳۸۸ و ۱۳۸۹ منتشر شده، داوران جایزه ادبی هوشنگ گلشیری از میان این آثار آدم‌ها نوشته احمد غلامی و کتاب ویران نوشته ابوتراب خسروی را به‌طور مشترک در بخش مجموعه داستان، پرتره مرد ناتمام نوشته امیرحسین یزدان‌بد و خواب با چشمان باز نوشته ندا کاووسی‌فر را در بخش مجموعه داستان اول، زیر آفتاب خوش خیال عصر نوشته جیران گاهان را در بخش رمان اول به‌عنوان برگزیدگان یازدهمین دوره جایزه ادبی بنیاد گلشیری معرفی کردند. در این دوره هیچ برنده‌ای در بخش رمان اعلام نشد.

#### آثار برگزیده
| سال               | بخش                      | نام کتاب         | نویسنده  | ناشر |
| ----------------- | ------------------------ | ---------------- | -------- | ---- |
| ۱۳۹۱              |                          |                  |          |      |
| رمان              | هیچ اثری برنده اعلام نشد |                  |          |      |
| رمان اول          | زیر آفتاب خوش خیال عصر   | جیران گاهان      | نشر چشمه |      |
| مجموعه داستان     | آدم‌ها                    | احمد غلامی       | نشر ثالث |      |
| مجموعه داستان     | کتاب ویران               | ابوتراب خسروی    | نشر چشمه |      |
| مجموعه داستان اول | پرتره مرد ناتمام         | امیرحسین یزدان‌بد | نشر چشمه |      |
| مجموعه داستان اول | خواب با چشمان باز        | ندا کاووسی فر    | نشر چشمه |      |

نامزدهای یازدهمین دورهٔ جایزهٔ هوشنگ گلشیری:

#### نامزدهای بخش مجموعه داستان
1. آدم‌ها نوشته احمد غلامی
2. کتاب ویران نوشته ابوتراب خسروی
3. ابر صورتی نوشته علیرضا محمودی ایرانمهر
4. برو ولگردی کن رفیق نوشته مهدی ربی
5. بماند نوشته بهناز علی پور گسکری
6. تو هیچ گپ نزن نوشته محمدحسین محمدی

#### نامزدهای بخش مجموعه‌داستان اول
1. پرتره مرد ناتمام نوشته امیرحسین یزدان‌بد
2. خواب با چشمان باز نوشته ندا کاووسی‌فر
3. آستین‌های رنگی نوشته تایماز افسری
4. خویش خانه نوشته آیت دولتشاه
5. در ماهی می‌میریم نوشته سعید شریفی
6. شکار حیوانات اهلی نوشته علی شروقی
7. و حالا عصر استش نوشته طیبه گوهری

#### نامزدهای بخش رمان
1. خنده شغال نوشته وحید پاک‌طینت
2. رام کننده نوشته محمدرضا کاتب
3. لب بر تیغ نوشته حسین سناپور
4. ماه کامل می‌شود نوشته فریبا وفی

#### نامزدهای بخش رمان اول
1. زیر آفتاب خوش خیال عصر نوشته جیران گاهان
2. بهار برایم کاموا بیاور نوشته مریم حسینیان
3. پنجره زود تر می‌میرد نوشته پوریا عالمی
4. شبیه عطری در نسیم نوشته رضیه انصاری
5. یکشنبه نوشته آراز بارسقیان

### دوره دوازدهم ۱۳۹۲
دوره دوازدهم جایزه ادبی گلشیری در ۴ اسفند ۱۳۹۱ برگزار شد. در این مراسم که به‌طور خصوصی برگزار شد از محمود دولت‌آبادی تقدیر شد.
در این دوره بنیاد ادبی گلشیری تنها در دو بخش مجموعه داستان اول و رمان اول برگزار شد و برندگان خود را از میان آثاری که برای اولین بار در سال ۱۳۹۰ منتشر شده بودند انتخاب کرد.
در بخش مجموعه داستان اول، لوح تقدیر، تندیس و جایزه نقدی بنیاد به‌طور مشترک به سپیده سیاوشی برای مجموعه داستان فارسی بخند و محمد طلوعی برای مجموعه داستان من ژانت نیستم تعلق گرفت. در این بخش از فلامک جنیدی نویسنده جایی به نام تاماسکو  نیز تقدیر شد.
در بخش رمان اول، سلمان امین نویسنده رمان قلعه‌مرغی، روزگار هرمی برنده جایزه این بخش شد. هیئت داوران این بخش، فرشته احمدی، محمد حسینی، کامران سپهران، عنایت سمیعی و بهناز علی‌پور گسکری، رضا زنگی‌آبادی نویسنده رمان شکار کبک را شایسته تقدیر دانستند.

#### آثار برگزیده
| سال               | بخش                      | نام کتاب     | نویسنده        | ناشر |
| ----------------- | ------------------------ | ------------ | -------------- | ---- |
| ۱۳۹۲              |                          |              |                |      |
| رمان              | هیچ اثری برنده اعلام نشد |              |                |      |
| رمان اول          | قلعه‌مرغی، روزگار هرمی    | سلمان امین   | انتشارات ققنوس |      |
| مجموعه داستان     | هیچ اثری برنده اعلام نشد |              |                |      |
| مجموعه داستان اول | فارسی بخند               | سپیده سیاوشی | نشر قطره       |      |
| مجموعه داستان اول | من ژانت نیستم            | محمد طلوعی   | نشر افق        |      |

#### تک‌داستان‌های برگزیده داوران بخش مجموعه‌داستان اول سال ۱۳۹۰
به ترتیب الفبایی نام داستان‌ها:
1. «احساسی که فقط یک آرایشگر می‌تواند تجربه کند» از مجموعهٔ امروز شنبه، نوشتهٔ یوسف انصاری، انتشارات افراز
2. «افیلیا افیلیا» از مجموعهٔ تمساح بودایی نیوزلندی محبوب من، نوشتهٔ آسیه نظام‌شهیدی، انتشارات هیلا
3. «ایستگاه بعدی» از مجموعهٔ آغوش سنگی دیوار، نوشتهٔ محمد رضایی‌راد، انتشارات فرهنگ ایلیا
4. «بگذار تصور کنم» از مجموعهٔ قبرستان سقف ندارد، نوشتهٔ سامان آزادی، نشر چشمه
5. «پامزار» از مجموعهٔ حالا یک کلاه آفتابی قرمز دارم، نوشتهٔ عطیه جوادی راد، نشر چشمه
6. «جایی به نام تاماساکو» از مجموعهٔ جایی به نام تاماساکو نوشتهٔ فلامک جنیدی، نشر چشمه
7. «حادثه در جوکی کلاب» از مجموعهٔ پپر و گلهای کاغذی، نوشتهٔ مسعود میناوی، انتشارات افراز
8. «خواهران چاه» از مجموعهٔ خواهران چاه، نوشتهٔ مژده ساجدین، انتشارات فرهنگ ایلیا
9. «خواهری» از مجموعهٔ فارسی بخند، نوشتهٔ سپیده سیاوشی، نشر قطره و ترگمان
10. «زنی پوشیده با گردنبند» از مجموعهٔ پونز روی دم گربه، نوشتهٔ آیدا مرادی آهنی، نشر چشمه
11. «سرهنگ تمام» از مجموعهٔ سرهنگ تمام، نوشتهٔ آتوسا افشین‌نوید، نشر چشمه
12. «سفر خاک» از مجموعهٔ سفر خاک، نوشتهٔ ابراهیم مهدی‌زاده، نشر ثالث
13. «سگ گندهٔ خانهٔ آجر قرمز» از مجموعهٔ خط فاصله، نوشتهٔ هادی کیکاوسی، نشر چشمه
14. «لیلاج بی اوغلو» از مجموعهٔ من ژانت نیستم، نوشتهٔ محمد طلوعی، انتشارات نشر افق

#### نامزدهای بخش مجموعه داستان اول
نامزدهای دریافت جایزه گلشیری در بخش مجموعه داستان اول به شرح زیر است:
- «تمساح بودایی نیوزلندی محبوب من» نوشته آسیه نظام‌شهیدی
- «جایی به نام تاماساکو» نوشته فلامک جنیدی
- «فارسی بخند» نوشته سپیده سیاوشی
- «قبرستان سقف ندارد» نوشته سامان آزادی
- «من ژانت نیستم» نوشته محمد طلوعی

#### نامزدهای بخش رمان اول
نامزدهای دریافت جایزه گلشیری در بخش رمان اول به شرح زیر است:
- «خروج» نوشته علیرضا سیف‌الدینی
- «خواب نامه» نوشته مهدی رئیس‌المحدثین
- «شکار کبک» نوشته رضا زنگی‌آبادی
- «قلعه‌مرغی؛ روزگار هرمی» نوشته سلیمان امین

## دورهٔ سیزدهم۱۳۹۳
| سال               | بخش                | نام کتاب        | نویسنده  | ناشر |
| ----------------- | ------------------ | --------------- | -------- | ---- |
| ۱۳۹۳              |                    |                 |          |      |
| رمان              | هیچ اثری اعلام نشد |                 |          |      |
| رمان اول          | دکتر داتیس         | حامد اسماعیلیون | زاوش     |      |
| مجموعه داستان     | هیچ اثری اعلام نشد |                 |          |      |
| مجموعه داستان اول | در هوای گرگ و میش  | محسن عباسی      | رخداد نو |      |
| مجموعه داستان اول | کاج‌های مورب        | علی چنگیزی      | نشر چشمه |      |

### تک‌داستان‌های برگزیده
1. «شوهر زعفرانی» از مجموعه داستان «هیچ وقت پای زن‌ها به ابرها نمی‌رسد»، مرضیه سبزعلیان، نشر: ثالث
2. «شاید، احتمالاً، حتماً» از مجموعه داستان «آقای قاضی چه حکمی می‌دهید؟» فرحناز علیزاده، نشر: گل‌آذین
3. «ممکن است خیلی‌ها برای مردنش گریه کرده باشند» از مجموعه داستان «بوی قیر داغ»، علی‌اکبر حیدری، نشر: روزنه
4. «بیدارش کن» از مجموعه داستان «بهت‌زدگی و داستان‌های دیگر»، پیام ناصر، نشر: مرکز
5. «پیرمرد و نبرد الجزیره» از مجموعه داستان «این سفیدی برف نیست»، حسن فرامرز، نشر: افکار
6. «پیرهن قرمزی» از مجموعه داستان «از خانه تا خیابان»، افسانه عیسی‌زاده، نشر: فرهنگ ایلیا
7. «مرغ دریایی» از مجموعه داستان «در هوای گرگ و میش»، محسن عباسی، نشر: رخداد نو
8. «مردمک‌های لیلی» از مجموعه داستان «رنگ لثهٔ ببر»، حمید پارسا، نشر: افکار
9. «خط‌خوردگی» از مجموعه داستان «سمفونی قورباغه‌ها»، کرم‌رضا تاجمهر، نشر: قطره
10. «مرد اسیر» از مجموعه داستان «شما از کجا بادمجان می‌خرید؟»، دینا کاویانی، نشر: هیلا
11. «مرمت» از مجموعه داستان «کاج‌های مورب»، علی چنگیزی، نشر: چشمه
12. «طیاره پرواز می‌کند» از مجموعه داستان «کتلت سرد»، امید پناهی آذر، نشر: هیلا
13. «برای ح.م.» از مجموعه داستان «کی سیب می‌خوره؟»، میلاد صادقی، نشر: کتابسرای تندیس
14. «پشه‌ها» از مجموعه داستان «گفته بودی به هرحال»، انسیه ملکان، نشر: مروارید
15. «جریش‌کشی» از مجموعه داستان «مرده‌بازی»، مهدی موسوی‌نژاد، نشر: افراز
16. «کلمه بازی» از مجموعه داستان «هزارگره»، مریم فردوسی، نشر: نیستان
17. «رؤیا قانون نداره» از مجموعه داستان «هیچ‌کس به من نگفت»، آناهیتا حداد، نشر: فرهنگ ایلیا

#### نامزدهای بخش رمان اول
1. «دکتر داتیس» نوشتهٔ حامد اسماعیلیون، نشر زاوش
2. «گرمازده» نوشتهٔ مهام میقانی، نشر چشمه
3. «نامحرم» نوشتهٔ یاسر نوروزی، نشر آموت
4. «یک رمانس دانشگاهی مرگبار» نوشتهٔ محمود سعیدنیا، نشر حرفه هنرمند

#### نامزدهای بخش مجموعه داستان اول
1. «بهت‌زدگی و داستان‌های دیگر» نوشتهٔ پیام ناصر، نشر مرکز
2. «در هوای گرگ و میش» نوشتهٔ محسن عباسی، نشر رخداد نو
3. «شما از کجا بادمجان می‌خرید؟» دینا کاویانی، انتشارات هیلا
4. «کاج‌های مورب» نوشتهٔ علی چنگیزی، نشر چشمه
5. «کتلت سرد»، نوشتهٔ امید پناهی‌آذر، انتشارات هیلا

آمار ناشران برتر این جایزه:
در مجموع ۵۲ ناشر موفق به کسب جایزهٔ هوشنگ گلشیری شدند، که نشر چشمه با ۱۴ جایزه، نشر مرکز ۹ جایزه، نشر ققنوس ۵ جایزه، نشرهای آگه، نیلوفر و ثالث هرکدام با ۳ جایزه، نشرهای نیماژ و مروارید با ۲ جایزه و یازده انتشارات دیگر با یک جایزه به ترتیب موفق به کسب بیشترین جوایز شدند.